# 聖守
聖守（しょうしゅ、建保3年（1215年）- 正応4年11月27日（1291年12月19日））は、鎌倉時代中期の東大寺の僧。父は東大寺厳寛で、戒壇院円照の兄。中道上人とも称される。

## 略歴
東大寺東南院の樹慶に三論を、醍醐寺報恩院憲深に真言密教を学んだ。東大寺に新禅院を創建して三論講学の道場とし、真言院・真言院灌頂堂・西南院を創建して真言密教の復興を図った。その後、新禅院は後深草上皇の、西南院は後嵯峨上皇の勅願所となり、真言院も鎮護国家の道場とされた。造東大寺大勧進に任じられている。